# Phytomyza brevituba
Phytomyza brevituba este o specie de muște din genul Phytomyza, familia Agromyzidae, descrisă de Mitsuhiro Sasakawa în anul 1998. Conform Catalogue of Life specia Phytomyza brevituba nu are subspecii cunoscute.